# Antonio Cossu
Antonio Cossu, né le 28 février 1952 à Domusnovas (Sardaigne) est un dessinateur et scénariste de bande dessinée, belge d'origine sarde, principalement connu pour la série Le Marchand d'idées.
Il connaît son heure de gloire dans les années 1980 ; il se consacre ensuite principalement à une carrière d'enseignant.

## Biographie

### Jeunesse
Antonio Cossu naît le 28 février 1952 à Domusnovas en Sardaigne,. Il est issu d'un père berger qui va émigrer dans le Borinage où le jeune Antonio arrive à l'âge de huit ans.
Après ses études à l’Athénée royal de Saint-Ghislain, il s’initie à la bande dessinée à Bruxelles, dès 1974, en suivant les cours d’Eddy Paape à l’Académie de Saint-Gilles.

### Publié dans les grands journaux de bande dessinée
C'est à partir de 1976 que Cossu publie ses premières planches dans Curiosity Magazine et Spatial chez Michel Deligne. Il suit parallèlement les cours de bande dessinée dispensés par Claude Renard dans son Atelier R à l'Institut Saint-Luc de Bruxelles, ce qui lui vaut d'être publié dans les 2e volume et 3e volume du 9e Rêve, où il réalise une première version de Boskovich qu'il reprendra plus tard. En 1978, avec ses trois premiers condisciples et amis, ils s'installent en atelier.
En 1980, Jean-Claude De la Royère le rédacteur en chef de Aïe ! publie dans les trois premiers numéros cette éphémère publication de courts récits et gags réalisés avec Philippe Berthet.
La même année, il entre au Journal de Spirou où il publie quelques récits complets, notamment des séries Alceister Crowley, Histoires alarmantes (sur scénario de Jamsin) et Boskovich (dont un épisode est écrit avec la collaboration d'Olivier Cauvain), qui sont ensuite publiés en albums par les éditions Dupuis, tout d'abord dans la collection « Carte Blanche » pour les récits de Alceister Crowley en 1985, puis dans une éphémère collection « Cossu » pour un tome d'Histoires alarmantes en 1987 et deux tomes de Boskovich en 1988.
Alors que son premier one shot, Sang anesthésie, écrit par Jean-Claude Derudder, est publié dans la collection « noir sur blanc » aux éditions Éditions Michel Deligne en 1982, il multiplie également récits et illustrations dans des revues de bande dessinée comme Pilote, Métal hurlant, Le Journal illustré, Tintin où il fait son entrée en 1977, où il adapte une aventure de l'extravagant Rocambole de Ponson du Terrail. Un grand nombre de ces récits complets figure dans l'album No Man's Land publié en 1984 par Les Humanoïdes associés et Timbrés rares publié en 1998 par les Éditions Point Image - JVDH.
C'est dans Circus qu'il va publier son travail le plus connu, réalisé à quatre mains avec Philippe Berthet, la série Le Marchand d'idées, dont les quatre tomes sont publiés entre 1982 et 1988 aux éditions Glénat. Avec Berthet, il réalise également divers courts récits qui sont publiés dans l'album Rêve de chien en 1987 toujours aux éditions Glénat.

### Enseignement
À compter de 1988, Antonio Cossu occupe un poste de professeur de l’enseignement supérieur artistique au sein de l'Académie des beaux-arts de Tournai où il enseigne la bande dessinée.
Il tente, sur un scénario de Louis Savary, une reprise de la série Alceister Crowley en 1990, abandonnée après la publication d'un seul tome par les éditions Alpen Publishers. À l'exception du scénario d'un court récit pour Andreas, figurant dans l'album Dérives en 1991, Antonio Cossu ne publie aucun album pendant 10 ans pour se consacrer entièrement à son activité d'enseignant.
En 1994, il fonde avec d'autres auteurs, notamment Gérard Goffaux et Philippe Foerster, une maison d'édition dénommée Oro Production, dont le siège est situé au Centre culturel de Mons, destinée à publier les essais de ses étudiants de l’Académie des beaux-arts de Tournai ainsi que ses propres créations, qui tente le lancement d'un magazine trimestriel de bandes dessinées, Brazil, qui cesse de paraître après deux numéros publiés en 1994,.
2001 marque le retour d'Antonio Cossu à la bande dessinée puisqu'il dessine un nouvel album, Bye bye Soho, puis en 2004, sur scénario de Rodolphe, Angie - L'Ange blanc,, un récit noir publié dans la collection « Ligne rouge » aux éditions Casterman en janvier 2005. En 2007, il réalise Kizito, un ouvrage autour des immigrants mineurs non accompagnés dont le personnage Kizito est en attente d'un statut de réfugié,.
En 2009, à l'occasion du vingtième anniversaire de cette même académie, il publie un album collectif Envie 2 Fraises recueil de récits courts réalisés par ses anciens élèves tels que Ancestral Z, Toshy, Le Cheval de quatre, Hyuna Kang, les Français François Duprat, David Bolvin, Amaury Bouillez et Vanyda. Une exposition de ces travaux se tient au Centre belge de la bande dessinée la même année.
Il collabore ensuite avec l'un de ses élèves, Benoît Fauviaux avec lequel il réalise, à quatre mains, les albums Saint-Amand l'aventurier en 2012 puis Le Dernier Combat du dragon, en 2015, un projet en gestation depuis 2007.

### Artiste
Il quitte son poste d'enseignant à l'Académie des beaux-arts de Tournai atteint par l'âge de la retraite en 2017, se donnant ainsi la possibilité de se consacrer à son art à temps plein,.
La nouvelle maison d'édition les Éditions du Tiroir, annonce un nouvel album d'Antonio Cossu, Marilyn's Blues, prépublié dans le no 1 de mars 2019 de son nouveau magazine, L'Aventure, qu'elle consacre à l'auteur, et édité le 12 décembre 2019,.
Il écrit aussi la même année le scénario d'Une histoire importante - 70 ans d'immigration italienne en Belgique et plus pour Fred Druart dans le cadre de l’Année européenne du patrimoine culturel. En 2021, à nouveau les Éditions du Tiroir éditent Fin de bail, recueil d'histoires courtes réalisées avec Philippe Berthet avec une nouvelle mise en couleur d'André Taymans et Antoine Bréda.
En outre, il participe aux collectifs 20 Couvertures pour Spirou et Fantasio éditions du Lion en 1987 et à Pétition - À la recherche d'Oesterheld et de tant d'autres ! pour Amnesty International en 1987.
En 2007, il rend hommage à François Walthéry dans Natacheries aux éditions BD Belge.
Il avoue être un grand fan d'Hergé et d'André Franquin.
L'auteur est traduit en allemand, anglais, espagnol, italien, néerlandais et il figure dans l'anthologie Cheval noir (en) de Dark Horse Comics,,.

### Vie privée
Il réside à Nimy à l'entrée de Mons en 2007.

## Analyse
Proche d’auteurs tels que Foerster, Andreas ou Joos, il partage avec ces derniers un goût prononcé pour le noir, le jazz, les thématiques identitaires.
Selon Patrick Gaumer, la démarche artistique d'Antonio Cossu, qui ne cherche pas à copier les auteurs classiques, est résolument moderne par son graphisme « expressif et baroque, privilégiant les aplats noirs et les cadrages torturés ».

## Œuvres en bande dessinée

### One shots
- Sang anesthésie, Michel Deligne, coll. « noir sur blanc », Bruxelles, 1982
Scénario : Jean-Claude Derudder - Dessin : Antonio Cossu - Couleurs : noir et blanc
- No man’s land, Les Humanoïdes associés, Paris, 1984
Scénario : Michel Jamsin, Louis Savary, Jean-Claude Derudder - Dessin : Antonio Cossu - Couleurs : noir et blanc -  (ISBN 2-7316-0289-9)
- Histoires alarmantes[45], Dupuis, coll. « Cossu », Marcinelle, 1987
Scénario : Michel Jamsin - Dessin : Antonio Cossu - Couleurs : Antonio Cossu, Janet Gale et Vittorio Leonardo -  (ISBN 2-8001-1516-5)
- Rêve de chien, Glénat, coll. « Circus Évasion », Grenoble, 1987
Scénario : Philippe Berthet - Dessin : Antonio Cossu -  (ISBN 2-7234-0848-5)
- Boskovich et la Porte du Grand Mhoï[41], Dupuis, coll. « Cossu », Marcinelle, 1988
Scénario et dessin : Antonio Cossu - Couleurs : Carla Leonardo -  (ISBN 2-8001-1581-5)
- Boskovich et la Vengeance du tambour, Dupuis, coll. « Cossu » , Marcinelle, 1988
Scénario : Antonio Cossu, Olivier Cauvain - Dessin : Antonio Cossu - Couleurs : Carla Leonardo -  (ISBN 2-8001-1612-9)
- Dérives, Delcourt, coll. « Conquistador », 1991
Scénario : Frédéric Bézian, Antonio Cossu, Philippe Foerster, Gérard Goffaux, Ferdinand Scholz et Yann - Dessin et couleurs : Andreas -  (ISBN 2-906187-63-1)
- Atem, 30 ans déjà, ATEM, 1997
Scénario : Antonio Cossu - Dessin : Vincent Urbain, Antonio Cossu et al. - Couleurs : Vincent Urbain,album publicitaire.
- Timbrés rares, Point Image, coll. « Light Blue », 1998
Scénario : José-Louis Bocquet - Dessin : Antonio Cossu et Louis Joos - Couleurs : noir et blanc
- Bye bye Soho[20],[46], Travail & Culture, 2001
Scénario et dessin : Antonio Cossu - Couleurs : BenBK, Caroline Derselle et Yves Plateau -  (ISBN 2-930105-03-8) — Réalisation des décors : Benoît Fauviaux.
- Angie - L’Ange blanc[22],[23], Casterman, coll. « Ligne rouge », Bruxelles, 2005
Scénario : Rodolphe - Dessin : Antonio Cossu - Couleurs : Yves Plateau -  (ISBN 2-203-35656-1)
- Kizito[5],[24], C.G.R.A, décembre 2007
Scénario et dessin : Antonio Cossu - Couleurs : Rémy Lecomte
- Saint-Amand l'aventurier[1], Amandicum, 2012
Scénario et couleurs : Antonio Cossu - Dessin : Benoît Fauviaux
- Le Dernier Combat du dragon[27],[18],[26], Oro Production, 2015
Scénario : Antonio Cossu - Dessin et couleurs : Benoît Fauviaux -  (ISBN 2-930105-05-4)
- Marilyn's Blues[30], Éditions du Tiroir, Braine-l'Alleud, 2019
Scénario et dessin : Antonio Cossu - Couleurs : noir et blanc -  (ISBN 978-2-931027-06-6)
- Une histoire importante - 70 ans d'immigration italienne en Belgique et plus, Comites Belgio, septembre 2019
Scénario : Antonio Cossu - Dessin et couleurs : Fred Druart
- Fin de bail[34], Éditions du Tiroir, Braine-l'Alleud, 26 mars 2021
Scénario et dessin : Antonio Cossu - Philippe Berthet - Couleurs : André Taymans, Antoine Bréda -  (ISBN 9782931027288)

### Collectifs
- Le 9e Rêve no 2/5[47], Édition des Archers, Bruxelles, 1978, 206 p.
- Le 9e Rêve no 3[47], Édition des Archers, Bruxelles, 1979
- 20 Couvertures pour Spirou et Fantasio[48], Éditions du Lion, Bruxelles, 1987
Scénario et couleurs : collectif - Dessin : collectif dont Antonio Cossu20 auteurs imaginent une couverture d'album.
- collectif dont Antonio Cossu, Pétition[49] : À la recherche d'Oesterheld et de tant d'autres !, Amnesty International - Belgique francophone ASBL Groupe 64, novembre 1986, 47 p., p. 1 strip)
- 1001 Visions du sexe, Graph Zeppelin, 28 novembre 2014
Scénario : Patrice Bauduinet - Dessin : collectif dont Antonio Cossu - Couleurs : noir et blanc -  (ISBN 979-10-94169-01-8)

#### Artbooks
- Histoires d'œuf, Écho vision, Paris, 1989
Scénario : collectif - Dessin : collectif dont Antonio Cossu - Couleurs : quadrichromie -  (ISBN 2-906005-01-0),Album tiré à 1989 exemplaires. Toilé noir sans inscription avec jaquette comportant un dessin de Franquin et de Frank Margerin.

### Livres d'artiste
- Ben Durant et Antonio Cossu (ill.), Mon papa, le crucifix volant et moi (livre d'artiste), Bruxelles, Quadri, 2010, ill. ; 20 cm (OCLC 1400363062)édition limitée à 99 exemplaires.

### Expositions

#### Expositions individuelles
- Mine de rien[50], Maison culturelle de Quaregnon du 20 février au 20 mars 2009 ;
- Galerie Comic Art Factory, Ixelles du 8 au 24 septembre 2022[51],[52],[53].

#### Expositions collectives
- Le 9e Rêve, trente ans de rêves, Centre belge de la bande dessinée, Bruxelles du 19 septembre au 26 novembre 2006[54] ;
- Envie 2 Fraises[25], Centre belge de la bande dessinée, Bruxelles du 6 janvier au 1er mars 2009.

### Collections publiques
5 œuvres de cet artiste sont conservées au Centre belge de la bande dessinée et font partie du patrimoine mobilier de la région Bruxelles-Capitale.